# بتسی بلر
بتسی بلر (انگلیسی: Betsy Blair؛ ۱۱ دسامبر ۱۹۲۳ – ۱۳ مارس ۲۰۰۹) یک هنرپیشه اهل ایالات متحده آمریکا بود. وی بین سال‌های ۱۹۴۷ تا ۱۹۹۴ میلادی فعالیت می‌کرد.
از فیلم‌ها یا برنامه‌های تلویزیونی که وی در آن نقش داشته است می‌توان به زندگی دوم و مارتی اشاره کرد.